# Tjapajevsk

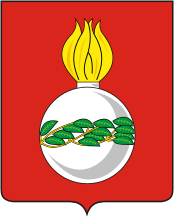
Stadens vapen.

Tjapajevsk (ryska Чапа́евск) är en stad i Samara oblast, Ryssland. Folkmängden uppgick till 72 815 invånare i början av 2015.